# Tesla Semi

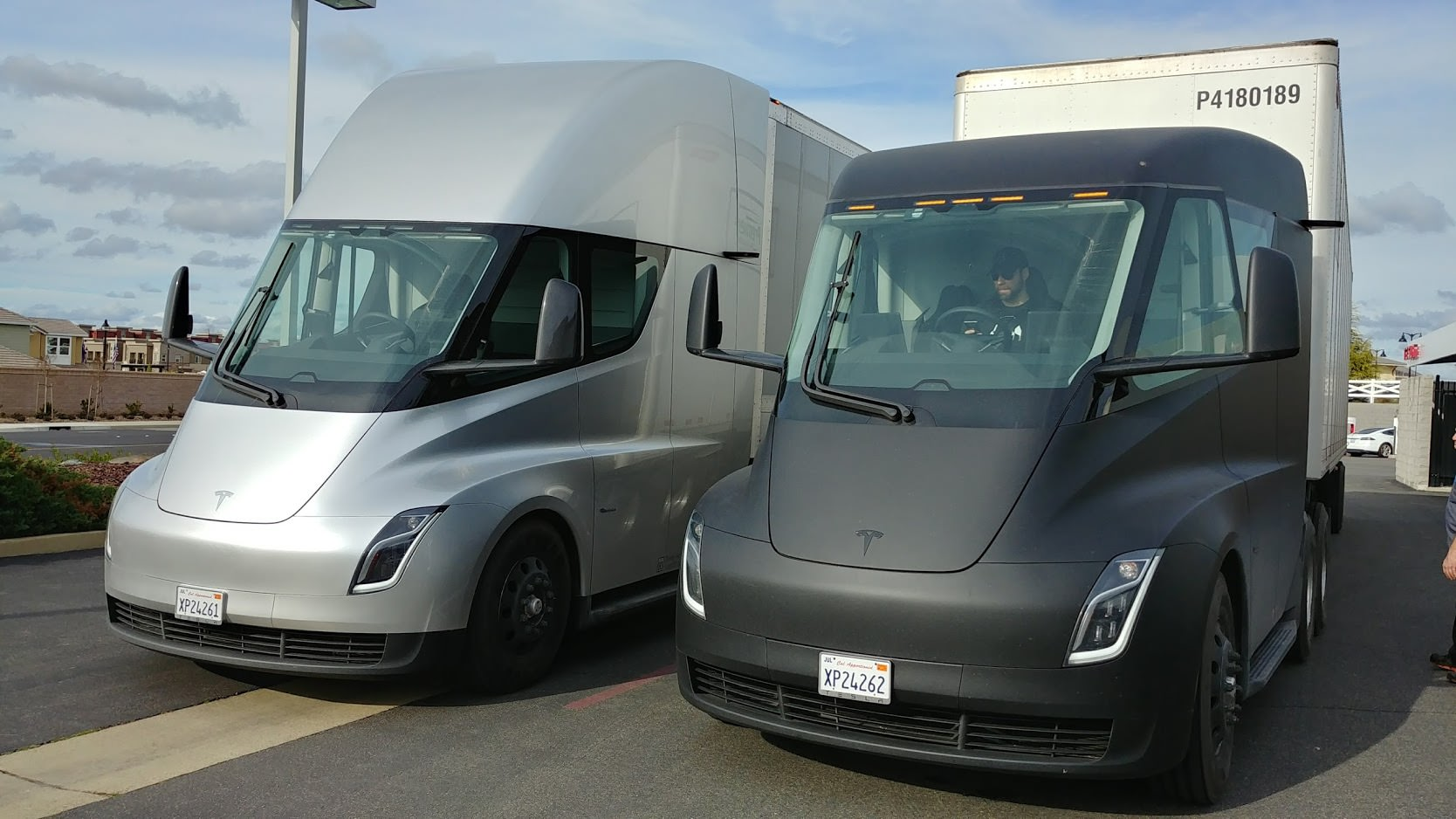
Tesla Semi

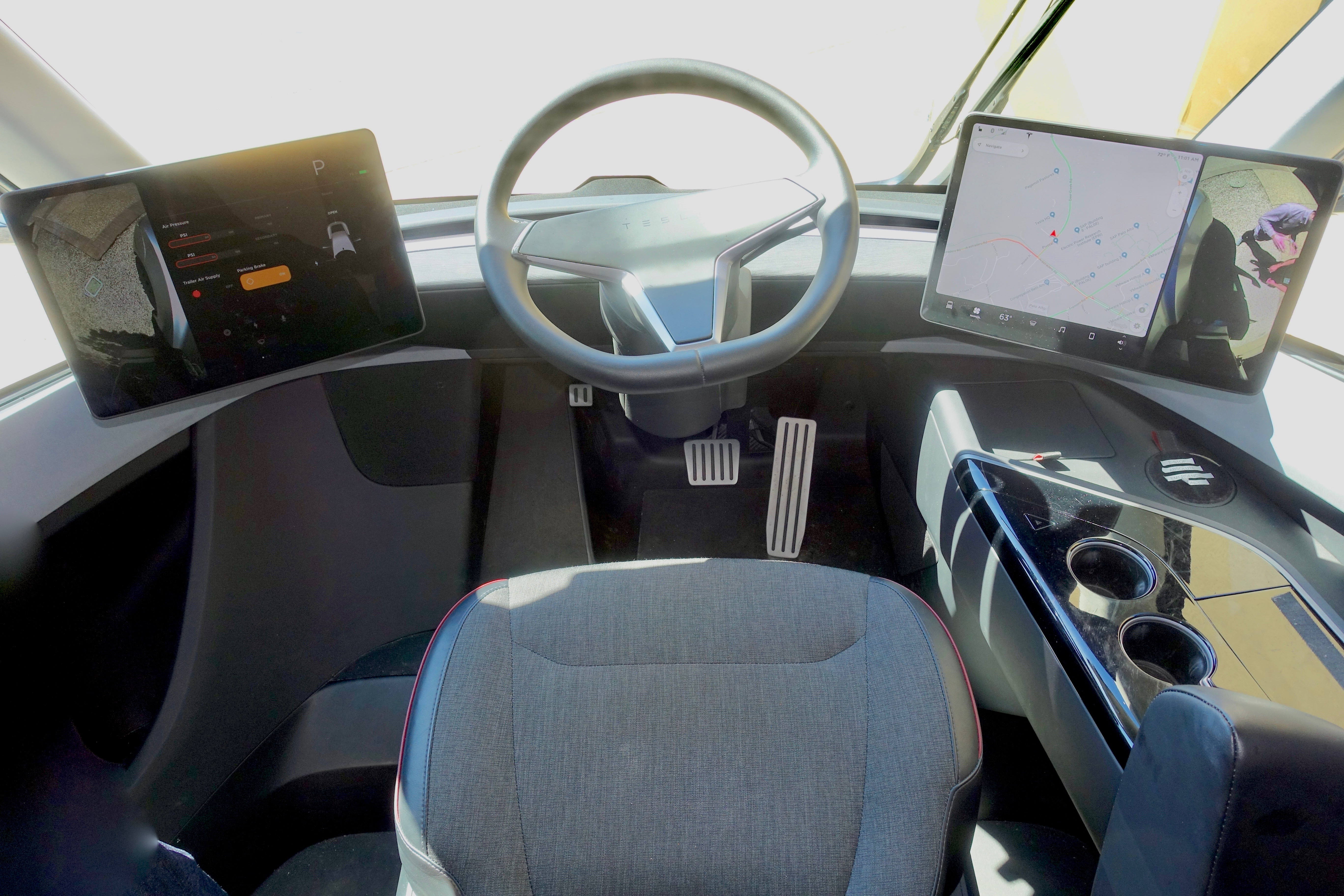
interieur

De Tesla Semi is een vrachtwagen van het Amerikaanse automerk Tesla. De Tesla Semi is een elektrisch aangedreven vrachtwagen met vier onafhankelijke motoren op de achterassen.

## Aankondiging
De Tesla Semi is op 16 november 2017 onthuld en zou in 2019 op de markt komen, maar dat is niet gebeurd vanwege problemen met de accu's. De eerste vrachtwagens werden geleverd in december 2022.

## Specificaties
De Tesla Semi gaat zonder trailer van 0-100 km/u in 5 seconden. Met trailer is dat in 25 seconden. De vrachtwagen zou eerst een actieradius krijgen van 804 kilometer, maar dat is door de verbetering van de accu 965 kilometer geworden. Er is ook een uitvoering met een 475 kilometer actieradius.